# Itamaracá (Goiânia)
Itamaracá, também conhecido como Residencial Itamaracá, é um bairro da cidade brasileira de Goiânia, localizado na região norte do município.
O bairro localiza-se à margem esquerda da Avenida Perimetral Norte e limita-se com os bairros Progresso e, principalmente, Perim. A construção do bairro se deu por financiamento do Governo Federal, juntamente com órgãos públicos de Goiânia, e visava agregar populações de baixa renda para moradias populares, ainda no início da década de 2000.
Segundo dados do Instituto Brasileiro de Geografia e Estatística (IBGE), divulgados pela prefeitura, no Censo 2010 a população do Itamaracá era de 1 301 pessoas.